# Збагачувальна фабрика шахти імені Челюскінців
Збагачувальна фабрика шахти імені Челюскінців — проект виконано інститутом «Південдіпрошахт». Введена в дію у 1950 році як індивідуальна фабрика для збагачення довгополум'яно-газового вугілля, що видобувається шахтою ім. Челюскінців. Проектна потужність 1250 тис. тонн на рік. Технологія передбачає збагачення крупного класу вугілля (+13 мм). За проектом фабрика була оснащена мийними жолобами, які в 1975 році було замінено відсаджувальними машинами. Фабрика відвантажує на теплоенергетичне споживання єдиний товарний продукт як суміш збагаченого класу +13 мм та незбагаченого відсіву 0-13 мм, а також енергетичний шлам з зовнішнього шламового відстійника.
Місце знаходження: м.Донецьк, залізнична станція Мандрикине